# X Games
X Games là giải thể thao gồm các môn mạo hiểm do kênh ESPN sản xuất và phát sóng. Giải X Games đầu tiên được tổ chức vào hè năm 1995 tại Newport, bang Rhode Island, Mỹ. Ngoài huy chương, vận động viên tham gia cũng sẽ được nhận tiền thưởng.
Một số môn thi trong X Games có thể kể đến như: đua xe máy đường trường, trượt ván, đi xe đạp địa hình.